# Giv oss jorden!
Giv oss jorden! är en roman av Vilhelm Moberg utgiven 1939.
Den är den tredje delen i romansviten om Knut Toring. De föregående delarna är Sänkt sedebetyg (1935) och Sömnlös (1937).

## Källa
Vilhelm Moberg Giv oss jorden!, Albert Bonniers förlag 1939